# Дорис Мюрингер
Дорис Мюрингер (на немски: Doris Mühringer) е австрийска поетеса, белетристка и преводачка, родена в Грац в еврейско семейство.

## Биография
Дорис Мюрингер следва литература във Виенския университет и няколко години живее и работи в Залцбург, където публикува първите си творби. После поетесата живее във Виена на свободна писателска практика.

## Творби
Основните книги на Дорис Мюрингер, с които тя си създава известност, са „Стихотворения I“ (1957) и „Стихотворения II“ (1969). В 1969 г. предприема лекционно пътуване в САЩ, където стиховете ѝ намират добър отзвук. През следващите години Мюрингер публикува стихосбирките „Прах отваря очите. Стихотворения III“ (1976), „Безсънни птици. Стихотворения IV“ (1984), „Да танцуваш под мрежата“ (1985), „Да пътуваме. Избрани стихотворения“ (1995), „Но сега се колебаеш“ (1999) и „Избрани стихотворения“ (2000). Излиза и книгата ѝ с поезия и проза „Осемдесет по осемдесет“  (2000).

## Награди и отличия
- 1954: „Георг Тракл“
- 1956: 3. Preis im Lyrik-Wettbewerb der Neuen Deutschen Hefte
- 1985: „Литературна награда на провинция Щирия“
- 2001: „Австрийска награда за детско-юношеска книга“